# Tonnlägig

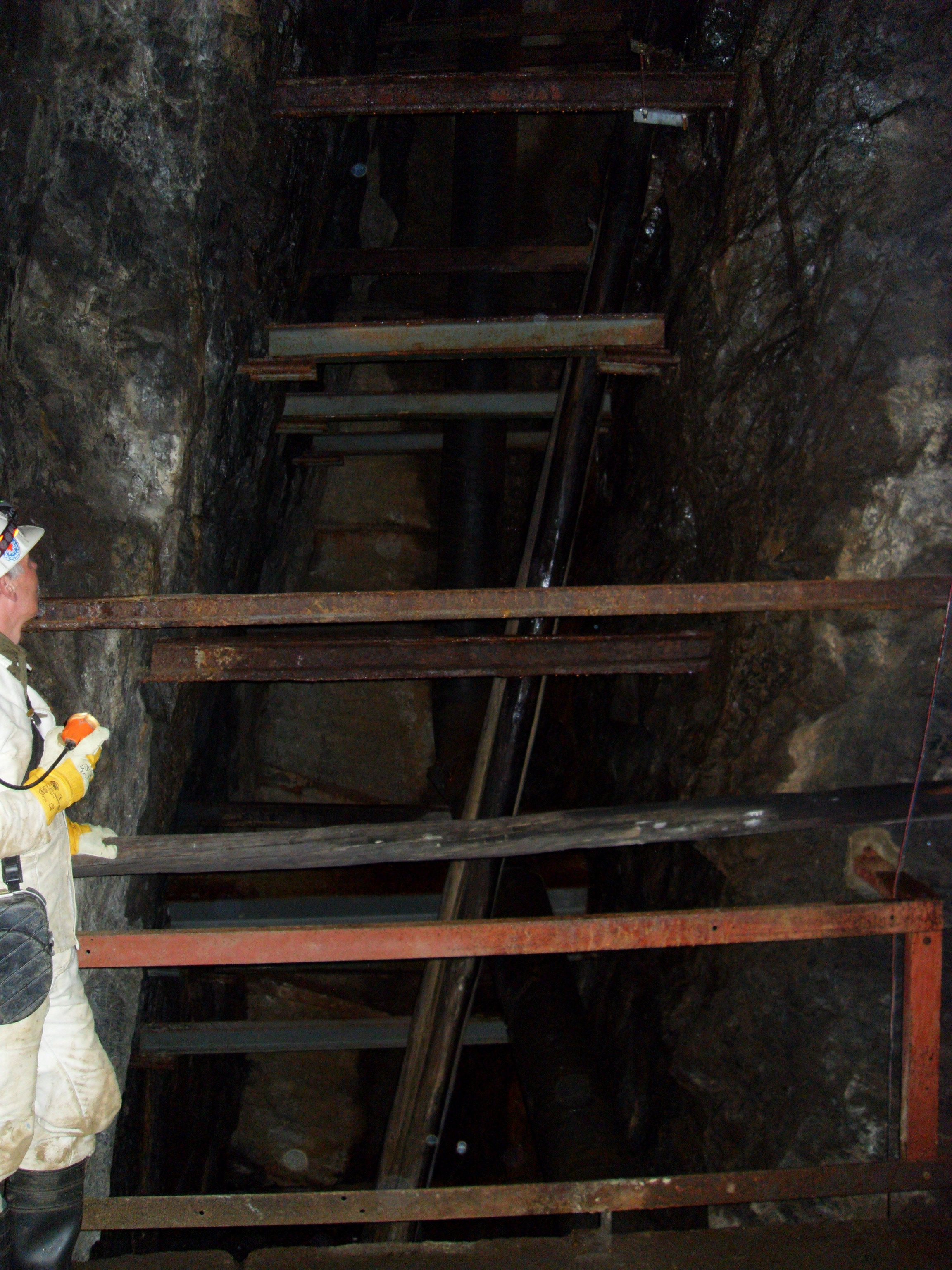
Blick auf das Fördertrum eines tonnlägigen Schachtes. Die Fördertonnen rutschen auf den schrägen Hölzern

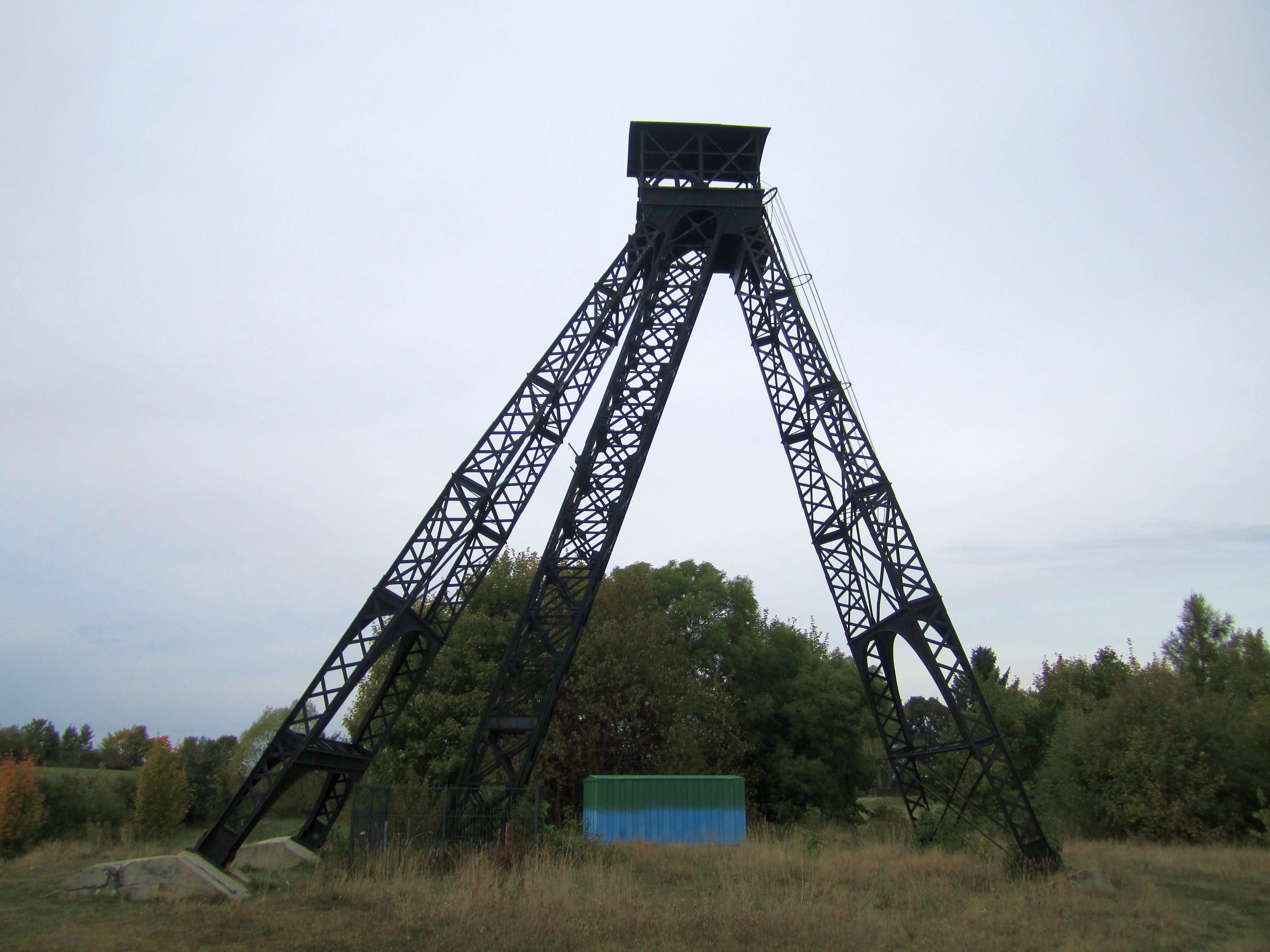
Der Türkschacht in Zschorlau

Als tonnlägig werden Grubenbaue, zum Beispiel Schächte im Bergbau, bezeichnet, die nicht seiger, also senkrecht verlaufen, sondern schräg. Diese seitliche Neigung des Schachtes bezeichnet der Bergmann als Verflächung. Weitere Schreibweisen für tonnlägig sind donlägig, donnlägig oder auch dohnlägig.

## Wortherkunft
Die Bezeichnung tonnlägig wird abgeleitet von Tonnlege. Je nach Region gab es für Tonnlege andere Schreibweisen. Tonnlage, Tonnenlage, Tonnenlege, Donläg, Donläge, Donlage, Donlege oder Dohnlege. Der Begriff Tonnlege ist mehrdeutig. Zum einen bezeichnet der Begriff Tonnlege eine Linie, die von der Seigerlinie abweicht und schief nach unten geht. Stellt man sich diese Linien bei einem rechtwinkligen Dreieck vor, so ist die Hypotenuse die Tonnlege. Zum anderen bezeichnete der Bergmann früher eine Fläche im Schacht als Tonnlege, auf der ein Kübel aufliegt, wenn er aus der Grube gezogen wird. Der Begriff tonnlägig wurde zunächst nur für geneigte Schächte verwendet, bei denen das zur Förderung verwendete Gefäß (Tonne) nicht wie in seigeren Schächten eingehängt wurde, sondern auf der Wandung des Schachtes auflag, während es im Schacht bewegt wurde. Heute definiert man im Bergbau die Tonnlege als eine Fläche, auf der ein Kübel noch aufliegt, wenn er auf Rädern im Schacht gezogen wird. Der Bergmann spricht von tonnlägig, wenn die Neigung zur Waagerechten zwischen 75° (83,33 gon) und 45° (50 gon) liegt. Bei größeren Fallwinkeln spricht der Bergmann von steil oder seiger, kleinere Fallwinkel bezeichnet man als flach.

## Anwendung
Tonnlägige Schächte folgen dem Einfallen der Mineraliengänge (Ganglagerstätte). Diese Führung der Schächte war in früheren Jahrhunderten üblich, da man auf diese Weise lange Querschläge vermied. Darüber hinaus konnte man gleich beim Abteufen Erz abbauen und somit Erlöse erwirtschaften. Das Herstellen eines schief niedergehenden Schachtes bezeichnet man auch als donlägiges Abteufen.